# 东湖街道 (德阳市)
东湖街道，原为东湖乡，是中华人民共和国四川省德阳市旌阳区下辖的一个乡镇级行政单位。2019年12月，撤销东湖乡和黄河街道，设立东湖街道，以原东湖乡和原黄河街道所属行政区域为东湖街道的行政区域。

## 行政区划
东湖街道下辖以下地区：
凯江社区、玉泉社区、黄河路社区、寿丰社区、石桥社区、镇江社区、水库社区、双拥路社区、林家湾社区、王家桥社区、马鞍山社区、大山门社区、新马路社区、拱桥村、新华村、马鞍村、大地村、刁桥村、新沟村和高槐村。